# Henk Gerritsen
Henk Gerritsen (* 10. Dezember 1948 in Utrecht; † 6. November 2008) war ein niederländischer Landschaftsgärtner.

## Leben
Henk Gerritsen wurde 1948 in Utrecht geboren. Sein botanisches Interesse richtete sich bis zum Alter von knapp 30 Jahren ausschließlich auf Wildpflanzen und Pflanzengesellschaften in ihren natürlichen Habitaten. Besonders beeindruckt hat ihn 1969 die Forschungsarbeit Plantengemeenschappen in Nederland des niederländischen Botanikers, Dichters und Naturschützers Victor Westhoff. Bei deren Lektüre erinnerte er sich an niederländische Landschaften und stellte sich lebhaft deren Pflanzengemeinschaften vor. Er reiste ab 1967 viele Male durch Europa, u. a. in die Alpen, nach Irland, Griechenland, Andalusien und Slowenien, 1970 auch nach Afghanistan, um autodidaktisch natürliche Pflanzengesellschaften zu studieren. Er dachte aber in jener Zeit noch nicht daran, diese Leidenschaft zum Beruf zu machen. Ab 1968 studierte er in Amsterdam Politikwissenschaft und Geschichte, von 1976 bis 1985 arbeitete er als bildender Künstler.
1977 lernte er die Landschaftsgärtnerin Mien Ruys kennen und war von ihrem Garten tief beeindruckt. 1978 begann er zusammen mit seinem Lebenspartner Anton Schlepers die Priona-Gärten im Dorf Schuinesloot in der niederländischen Provinz Overijssel anzulegen. Er arbeitete als Illustrator an einer Reihe von Gartenbüchern von Arend Jan van der Horst und entwarf naturnahe Gärten für das Gartenarchitekturbüro Mien Ruys. Dabei suchte er nach Pflanzen mit einem natürlichen Aussehen und von zuverlässiger Robustheit. Solche Pflanzen fand er in der Gärtnerei von Piet Oudolf, den er 1983 kennenlernte und mit dem er dann zeitlebens freundschaftlich verbunden war. 1986 zog er dauerhaft nach Schuinesloot und arbeitete hauptsächlich für die Priona-Gärten, die er für die Öffentlichkeit zugänglich machte. Nach dem Tod Anton Schepers im Jahr 1993 pflegte er die Gärten in Eigenregie mit Hilfe von Freiwilligen und Praktikanten. 1999 besuchte Strilli Oppenheimer, die Frau des südafrikanischen Unternehmers Nicky Oppenheimer, die Priona-Gärten und fand in Gerritsen einen seelenverwandten Freund und Gartengestalter mit dem gleichen Respekt vor der Natur. Gerritsen gestaltete in den folgenden Jahren einige Gärten der Familie Oppenheimer, insbesondere auf dem Anwesen Waltham Place in der englischen Grafschaft Berkshire. Er verwendete einen naturalistischen Stil, der aber auch formale Elemente wie sauber geschnittene Buchsbaumhecken und scharf begrenzte Rasenflächen vorsah.
Henk Gerritsen und Piet Oudolf schilderten in mehreren gemeinsamen Büchern ihre Erfahrungen mit Wild- und Kulturpflanzen, die sich in einem naturnahen Garten ohne viel Aufwand behaupten können. Gerritsen starb nach schwerer Krankheit im November 2008 im Alter von 59 Jahren, wenige Monate nach der Veröffentlichung seines namhaften Buches Buiten is het Groen (wörtlich übersetzt: Draußen ist es grün, deutscher Titel: Gartenmanifest). Die von ihm gestalteten Priona-Gärten gelten als gelungene Gratwanderung zwischen Wildnis und naturnaher Gartengestaltung. Eine Stiftung kümmert sich um ihren Fortbestand. Henk Gerritsen gehört mit Piet Oudolf und einigen anderen Gärtnern zu den Wegbereitern des New Dutch Wave, einer Gartengestaltung unter Beachtung der natürlichen Lebensbereiche und ökologischen Prinzipien.

## Stil
Henk Gerritsen war ebenso wie Piet Oudolf zunächst stark von Mien Ruys beeinflusst. Mien Ruys beschrieb ihr Gartendesign als „eine wilde Plantage in einem strengen Design.“ Als Gerritsen 1978 die Priona-Gärten anlegte, hatte er die Blumenwiesen Mittel- und Südeuropas vor Augen und wollte dieses Bild in seinem Garten gestalten. Dabei versuchte er die Aussage von Mien Ruys, „man kann die Natur im Garten nicht imitieren“, zu widerlegen, gestand sich aber im Laufe der Jahre ein, dass Mien Ruys Recht hatte: Am Ort eines jeden angelegten Gartens würde natürlicherweise eine andere Pflanzengemeinschaft wachsen. Gerritsen wollte daraufhin Gärten schaffen, die wenigstens in ihrer Pflanzenvielfalt und Harmonie Naturschutzgebieten ähnelten, ohne Einsatz von Kunstdünger oder Pestiziden und ohne Kampf gegen „Unkraut“ und „Ungeziefer“. Nach seiner Auffassung darf die Pflege eines Gartens niemals in einen Kampf gegen die Natur ausarten. Wenn einmal die Schönheit natürlicher Abläufe wie das Umfallen, Verwelken und Absterben von Pflanzen erkannt wurde, könne sich die Gartenarbeit nach den folgenden Prinzipien auf wenige Eingriffe beschränken:
- Pflegen architektonischer Elemente: Regelmäßig geschnittene Hecken, gemähte Graswege und Rasen wecken im Beobachter die Illusion, auch die anderen Gartenbereiche seien „ordentlich“.
- Gärtnern wie eine Kuh: Das wöchentliche „Abgrasen“ störender Wildkräuter mit den Händen (ohne die Wurzeln zu entfernen) geht schnell, reduziert nachhaltig deren Wuchsleistung und stört vor allem den Boden nicht.
- Gärtnern wie ein Elefant: Das jährliche grobe Zurückschneiden oder Ausgraben zu großer Pflanzen lässt mehr Licht durch und verhindert die Monotonie weniger dominanter Arten.
- Sparen von Wasser: Das Akzeptieren von Trockenperioden schafft jahreszeitlich natürliche Gartenbilder und fördert stresstolerante, standortgerechte Pflanzen.
- Geschicktes Kombinieren: Kräftige Stauden in den fruchtbaren Gartenbereichen, in denen sich hartnäckige Wildkräuter wie Giersch wohlfühlen, lassen diese wie bloße Bodendecker aussehen. Viele kleinere und anspruchsvolle Stauden gedeihen gut in Bereichen mit trockenen, armen Böden, was Arbeit und Ärger spart.

Im Laufe der Jahre führte Gerritsen strenge Gestaltungselemente ein, um in beengten Gärtenräumen ohne attraktive Aussicht die fehlende Landschaft zu ersetzen. Er spielte mit gegensätzlichen Formen, indem er in Gärten mit vorhandenen geraden Elementen (wie geraden Mauern, symmetrischen Hecken oder rechtwinkligen Wege) geschwungene Wege, wellenförmige Hecken und formlose Rabatten einfügte. Umgekehrt fügte er in allzu formlosen Gartenbereichen gerade und strenge Elemente ein. Weil er mit den traditionellen Heckenformen haderte, schuf er unsymmetrische skurrile Topiari aus Eibe und Buchsbaum, die er mit einer hohen aber transparenten Bepflanzung umgab. Symmetrisch angelegte Gärten hielt er grundsätzlich für veraltet, da heute praktisch keine chaotische, angsteinflößende Natur mehr existiere, die im Garten ausgeschlossen werden müsste. In seinen Gärten wollte er heutige idealisierte Eindrücke nachbilden, beispielsweise den eines blühenden Waldrands.

## Pflanzen
Henk Gerritsen interessierte sich vor allem für „ungewöhnlich gewöhnliche“ Pflanzenarten, weniger für Sorten und Züchtungen. In den Priona-Gärten wachsen Hunderte von Arten, Gerritsen zählte darunter 78 Arten, die auf der niederländischen Roten Liste stehen. Er schätzte bestandsbildene Arten wie Hain-Sternmiere, Gewöhnliches Leimkraut, Wiesen-Schaumkraut, Gefleckte Taubnessel, Echte Betonie und Rote Lichtnelke, vor allem solche mit guter Fernwirkung auf weitläufigen Wiesen. Daneben mochte er Pflanzen, die den Hauch des Ungewöhnlichen erst auf den zweiten Blick offenbaren: Seltenere Hahnenfußgewächse wie der Eisenhutblättrige Hahnenfuß und der Wollige Hahnenfuß, Disteln mit besonderen Blatt- und Blütenformen wie die Nickende Distel, die zweijährige Eselsdistel und die ausdauernde Bach-Kratzdistel. Fasziniert war Gerritsen von europäischen Orchideenarten aufgrund ihrer „zerbrechlichen wie auch selbstbewussten Ausstrahlung“, insbesondere Ragwurzen mit ihrer optischen und pheromonellen Nachahmung weiblicher Insekten. Da die Kultivierung wilder Orchideen in Gärten schwierig ist, setzte er gern Betonien als „Orchideenersatz“ ein.
Neben den von Karl Foerster und Ernst Pagels in die Gartengestaltung eingeführten Ziergräsern entdeckte er einige bis dahin wenig beachtete Gräser für den Garten, beispielsweise Wald-Zwenke, Zittergras und verschiedene Seggenarten. Gerritsen schätzte auch die unterschiedlichen Blatt- und Wuchsformen der Doldenblütler, von denen sich allerdings viele Arten in seinen Gärten als unzuverlässig herausstellten. Für verlässlich hielt er rosablühende Sorten der Großen Bibernelle und den Rauhaarigen Kälberkropf, für besonders gartenwürdig z. B. Gemüse-Pastinak, Heilwurz und Peloponnesische Schirmdolde. Unter den Korbblütlern schätzte er besonders die Verbindung von grobem dunklen Blattwerk mit feinen gelben Blüten bei Becherpflanze, Telekie und Alant.
Gerritsen entwickelte erst mit den Jahren der Gartenpraxis ein Interesse an Bäumen und Sträuchern, wenngleich ihn die uralten Eichen auf dem Priona-Grundstück zur Gartengestaltung inspiriert hatten. Ansonsten plante er mit kleinen Bäumen und Sträuchern. Abgesehen von zufälligen und willkommen geheißenen Sträuchern (Weißdorn, Eberesche, Holunder, Haselnuss, Kornelkirsche), spielten ökologische Überlegungen bei der Auswahl eine untergeordnete Rolle. So pflanzte er Strauchkastanien, Lorbeerrosen, Baumaralien, Blaseneschen, den Persischen Eisenholzbaum und andere Zaubernussgewächse ungeachtet ihrer außereuropäischen Herkunft rein nach ästhetischen Gesichtspunkten und nahm dafür auch mehr Pflegeaufwand in Kauf. Seit der letzten Eiszeit gäbe es in Europa ohnehin einen Mangel an indigenen Sträuchern und Bäumen, so dass ostasiatische und nordamerikanische Arten schnell in die Auswahl gerieten. Grundsätzlich fand er Gärten mit ausschließlich einheimischen Pflanzen eher langweilig und stellte Definitionen von einheimisch in Frage. Streng genommen dürften dann nur Pflanzen aus der näheren Umgebung in den Garten aufgenommen werden. Inzwischen seien aber fast alle Pflanzengemeinschaften von Menschen beeinflusst, selbst der Giersch sei erst mit den Römern nach Mitteleuropa gekommen. Wichtiger als eine strenge Sicht auf die Herkunft seien die Unterstützung von Vielfalt und eine standortgerechte Haltung der Pflanzen.

## Werke
- Mit Anton Schlepers: Spelen met de natuur. De natuur als inspiratiebron voor de tuin. Uitgeverij Terra, Warnsveld 1993, ISBN 90-6255-545-4.
- Mit Michael King, Piet Oudolf: Nieuwe Bloemen Nieuwe Tuinen. Uitgeverij Terra, Warnsveld 1997, ISBN 978-90-6255-759-2.
- Mit Piet Oudolf: Méér Droomplanten natuurlijk & betrouwbaar. Uitgeverij Terra, Warnsveld 1999, ISBN 978-90-6255-896-4 (engl.: Dream Plants for the Natural Garden. Frances Lincoln, London 2011, ISBN 978-0-7112-3462-8).
- Mit Piet Oudolf: Planting the Natural Garden. Timber Press, Portland (OR) 2003, ISBN 978-1-60469-973-9.
- Buiten is het Groen. Architectura & Natura Press, Amsterdam 2008, Neuauflage 2014, ISBN 978-94-6140-043-7
  - engl.: Essay on Gardening. Architectura & Natura Press, Amsterdam 2010, ISBN 978-94-6140-012-3
  - dt.: Gartenmanifest. Verlag Eugen Ulmer, Stuttgart (Hohenheim) 2014, ISBN 978-3-8001-8387-6